# Raïon d'Izmaïl
 (octobre 2019).
Si vous disposez d'ouvrages ou d'articles de référence ou si vous connaissez des sites web de qualité traitant du thème abordé ici, merci de compléter l'article en donnant les références utiles à sa vérifiabilité et en les liant à la section « Notes et références ».
Le raïon d'Izmaïl est une subdivision administrative de l'Ukraine, située dans l'oblast d'Odessa et dans la région historique du Boudjak. Le centre administratif est situé à Izmaïl, cette ville étant autonome et gérée par son propre conseil le raïon englobe depuis le 17 juillet 2020 les anciens raïons de Kilia, Réni et Artsyz.

## Géographie physique
| Raïon de Bolhrad | Raïon d'Artsyz | Raïon de Kilia |
| Raïon de Réni    | raïon d'Izmaïl | Raïon de Kilia |
| Raïon de Réni    | Roumanie       | Roumanie       |

Le district et la ville d'Izmaïl sont situés dans la partie sud-ouest de l'oblast d'Odessa distante de 235 km, sur la rive nord du delta du Danube.
Il est bordé par les limans Yalpouh et Kouhourlouï à l'ouest, le Danube, frontière avec la Roumanie, au sud, le liman Kytaï à l'est et son territoire est pratiquement coupé en deux par le liman Katlabouh, en forme de trident.
La plaine côtière centrale, en légère pente dans le sens nord-ouest - sud-est, est parcourue par des petites rivières allant de lac en lac (Safiany, Tachbounar, Grand et Petit Katlabouh, Hassanskyï)
La végétation naturelle, poussant sur des terres noires, est de type steppique dans la plaine, de type zones humides fluviatiles au sud.
La région se caractérise par un climat subtropical avec des températures annuelles élevées (310 à 320 jours sans gel) et d'assez faibles précipitations (moyennes annuelles de 450 mm)

## Communications
Izmaïl est la gare ferroviaire terminus de la ligne Kiev-Odessa-Izmaïl, une fois par jour. Cette ligne possède deux autres gares : Tachbounar (Outkonossivka) et Kotlaboukh (Souvorové). Elle possède un aéroport.
L'axe routier international E 87 Odessa - Galați (Roumanie) le traverse sur sa grande diagonale, soit 65 kilomètres. Izmaïl est relié à Bolhrad par la route régionale T1631, aux autres villes des rives du Danube par la T1607. Il n'existe aucun accès routier vers la Roumanie.
De sa gare routière, par navette (marchroutka), Izmaïl possède des liaisons internationales : Chişinău (Moldavie) et  Cahul (Moldavie) via Bolhrad ; inter-régionales à Kherson et à Sébastopol via Odessa et Mykolaïv ; intra-régionales à Odessa, Bilhorod-Dnistrovskyï et Tchernomorsk via Tatarbounary, à Bolhrad, Réni, Kilia, Vylkové, Artsyz, Taroutiné ou directement à certaines localités des raïons limitrophes ; locales à toutes les agglomérations du raïon. Le nombre de rotations varie de deux à trois par semaine à plus d'une vingtaine quotidiennes.
La gare fluviale d'Izmaïl n'abrite pas de ligne maritime pour passagers en activité. L'activité du port est tournée vers le commerce (national) des marchandises.

## Géographie humaine
La population, y compris la ville d'Izmaïl, est de 122 681 habitants, soit une densité de 94 habitants au km². Le raïon comprend 20 structures administratives (1 ville, 1 commune urbaine et 18 communes rurales), à savoir (les données sont de 2001, sauf indication contraire) :
| Nom               | Population     | Type | Localités rattachées | Remarque                                       |
| ----------------- | -------------- | ---- | -------------------- | ---------------------------------------------- |
| Izmaïl            | 71 594 en 2018 | V    |                      | à 44 % russe, à 38 % ukrainien, à 10 % bulgare |
| Souvorové         | 4665           | CU   |                      | à 71 % bulgare, à 16 % russe, à 8 % ukrainien  |
| Bahaté            | 3977           | CR   |                      | à 75 % bulgare, à 11 % moldave, à 8 % russe    |
| Broska            | 3704           | CR   |                      | à 77 % ukrainien, à 17 % russe                 |
| Kalantchak        | 1473           | CR   | Novokalantchak       | à 77 % bulgare, à 20 % russe                   |
| Kamianka          | 3594           | CR   | Novokamianka         | à 76 % bulgare, à 14 % russe, à 7 % ukrainien  |
| Komychivka        | 3491           | CR   |                      | à 95 % moldave                                 |
| Kyrnytchky        | 2241           | CR   |                      | à 89 % bulgare                                 |
| Kyslytsa          | 2973           | CR   |                      | à 92 % ukrainien                               |
| Larjanka          | 2386           | CR   |                      | à 50 % russe, à 47 % ukrainien                 |
| Lochtchynivka     | 1260 en 2017   | CR   |                      | à 62 % bulgare, à 27 % russe                   |
| Matroska          | 2259           | CR   |                      | à 83 % ukrainien, à 12 % russe                 |
| Mouravlivka       | 1213           | CR   |                      | à 94 % russe                                   |
| Nova Nékrassivka  | 2051           | CR   |                      | à 95 % russe                                   |
| Nova Pokrovka     | 879            | CR   |                      | à 77 % moldave, à 19 % russe                   |
| Outkonossivka     | 4316           | CR   |                      | à 91 % moldave                                 |
| Ozerné            | 5558           | CR   | Novoozerné           | à 93 % moldave                                 |
| Perchotravnévé    | 2046           | CR   |                      | à 90 % ukrainien                               |
| Safiany           | 2962           | CR   |                      | à 83 % ukrainien, à 12 % russe                 |
| Stara Nékrassivka | 3384           | CR   | Dounaïské            | à 91 % russe, à 6 % ukrainien                  |

- Nationalités représentées : Ukrainiens (29 %), Moldaves (28 %), Bulgares (26 %), Russes (16 %), Gagaouzes, Tsiganes, Biélorusses[5],[6] .

Les principaux secteurs d'emploi sont l'agriculture (céréales, légumineuses, oléagineux, vigne, élevage) et l'industrie alimentaire, les transports (port fluvial, commerce de produits agricoles et chantier naval de réparation) et les services. Les activités touristiques sont balbutiantes près des rives du Danube (parc paysager d'Izmaïl/Kilia de la réserve de la biosphère du Danube).

## Éducation, culture
Le district compte 36 établissements scolaires secondaires. Le français est enseigné dans les établissements no 8 et 11 d'Izmaïl, dans ceux de Kamianka et de Nova Prokovka (collège) ; un lycée militaire naval, un lycée technologique, un établissement adapté (handicap mental) à Outkonossivka, un autre (handicap social) à Broska, complètent l'offre de formation.
Le chef-lieu abrite un musée régional d'histoire et 4 autres musées plus spécialisés. Le district dispose d'une grande richesse ethnologique, les traditions culturelles diverses se transmettent au sein de nombreuses associations dans chaque agglomération.

### Patrimoine

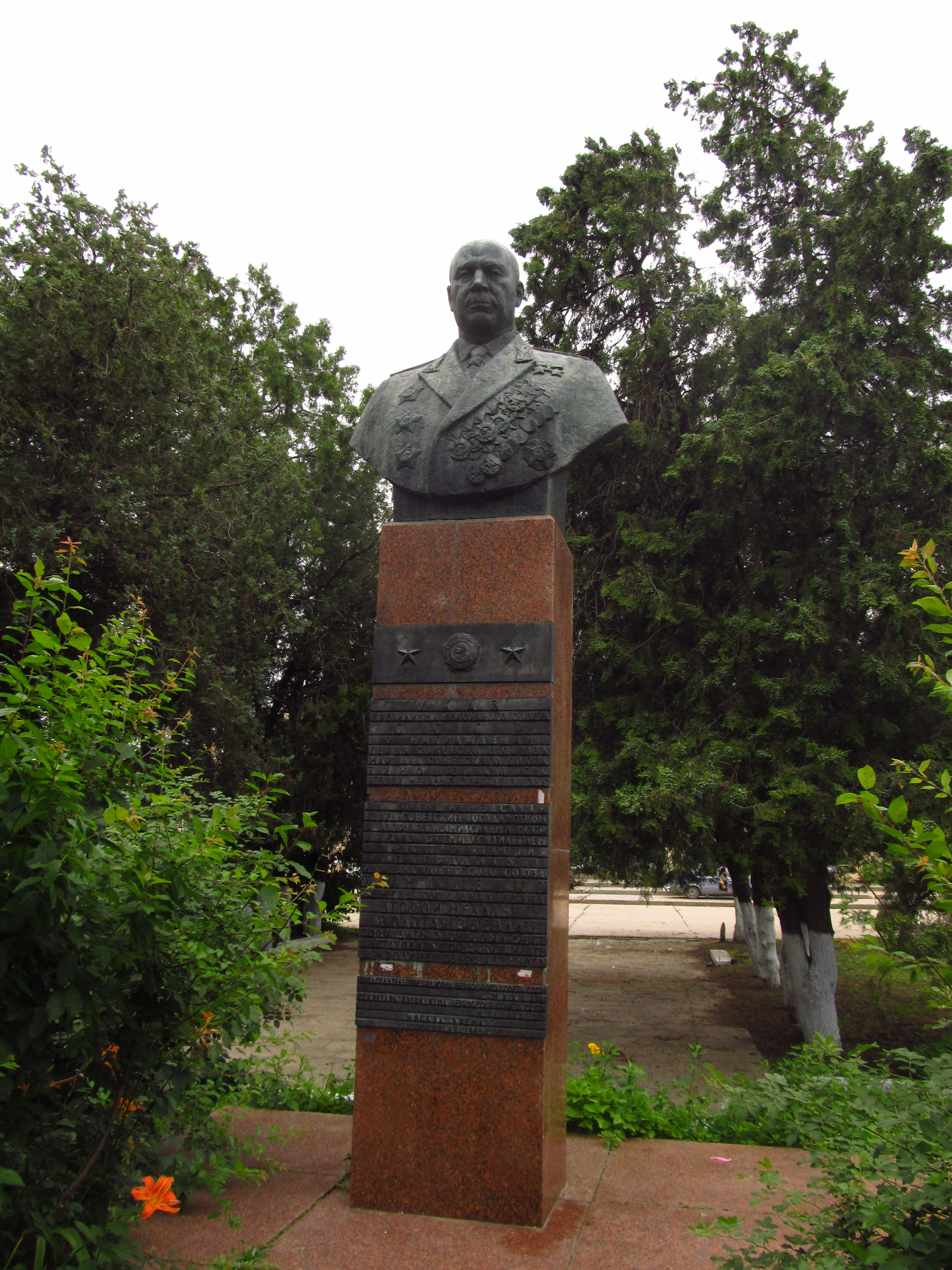
Buste de Semion Timochenko, classé[8] à Fourmanivka,
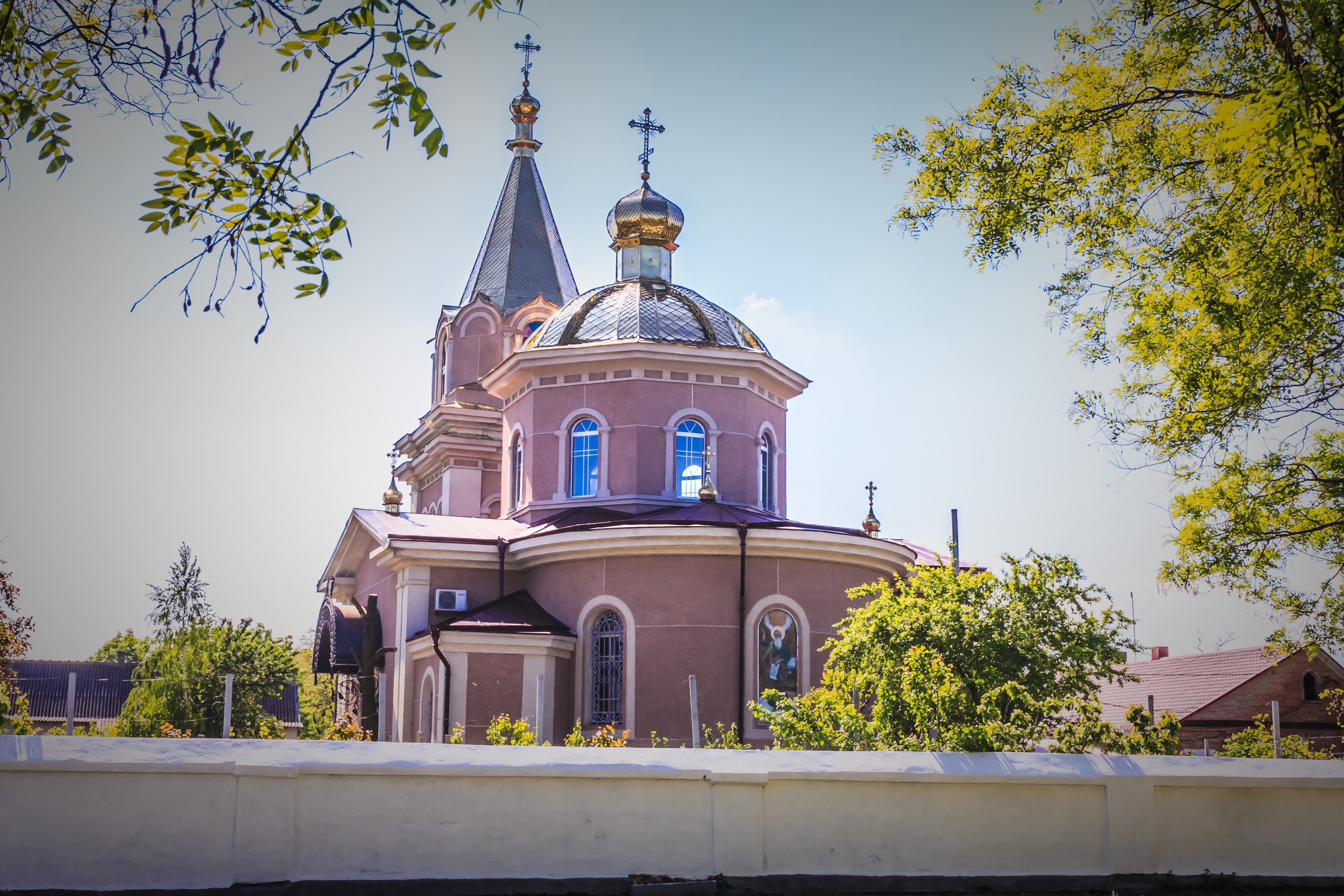
église st-Jean, classé[9], Chevtchenkove,
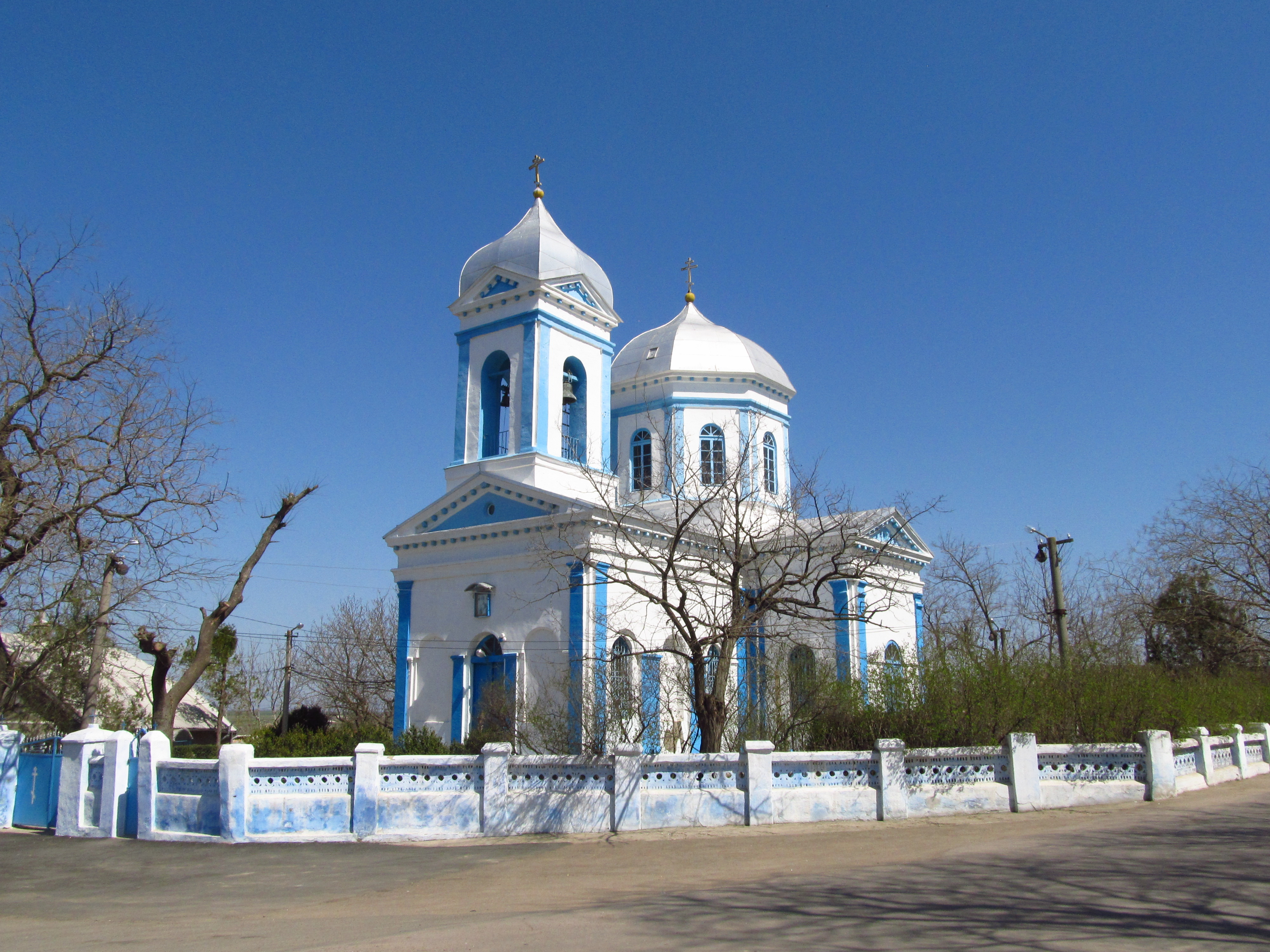
et l'église st-Nicolas, classée[10], Ozerne
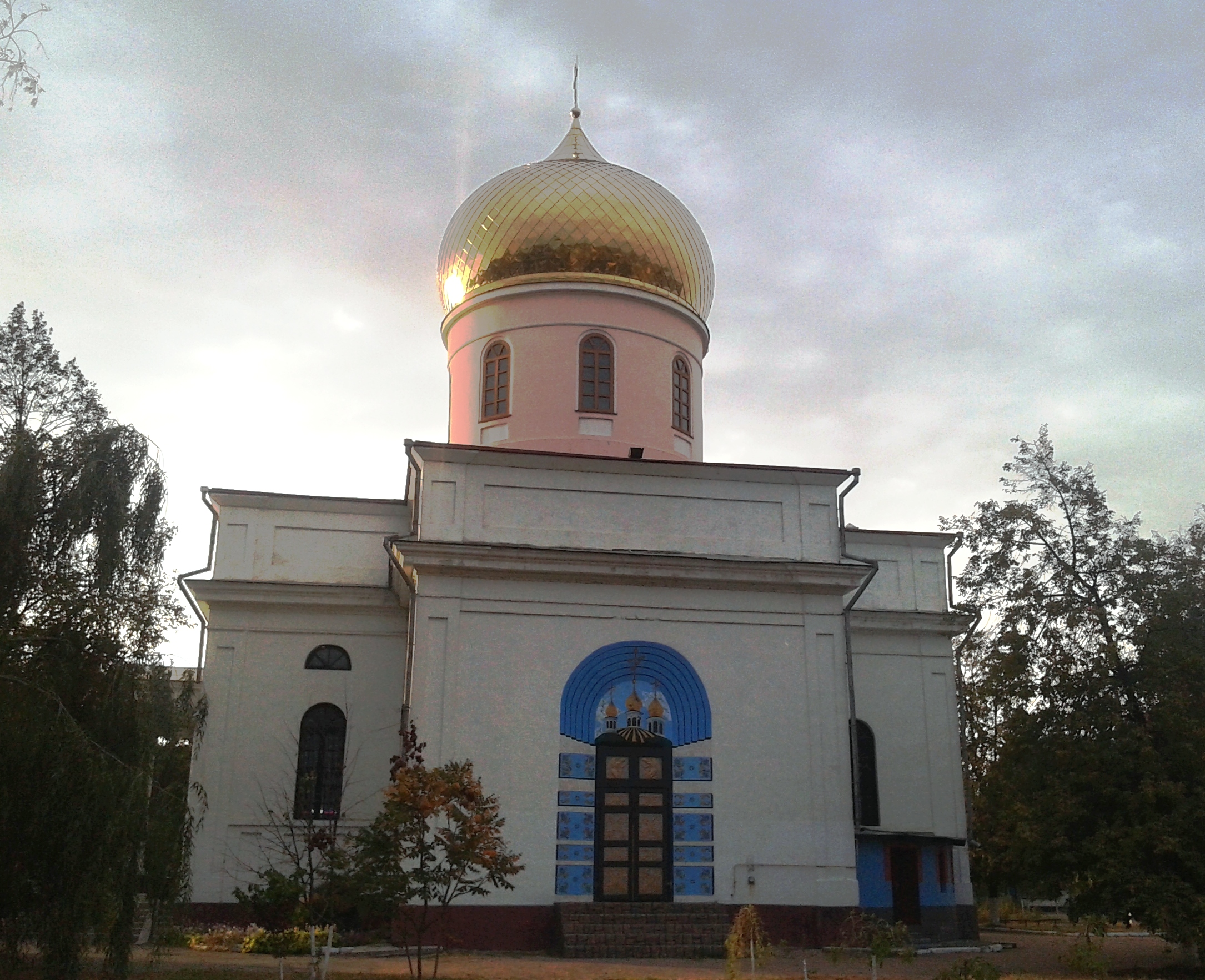
cathédrale de l'Ascension à Reni, classé[11],
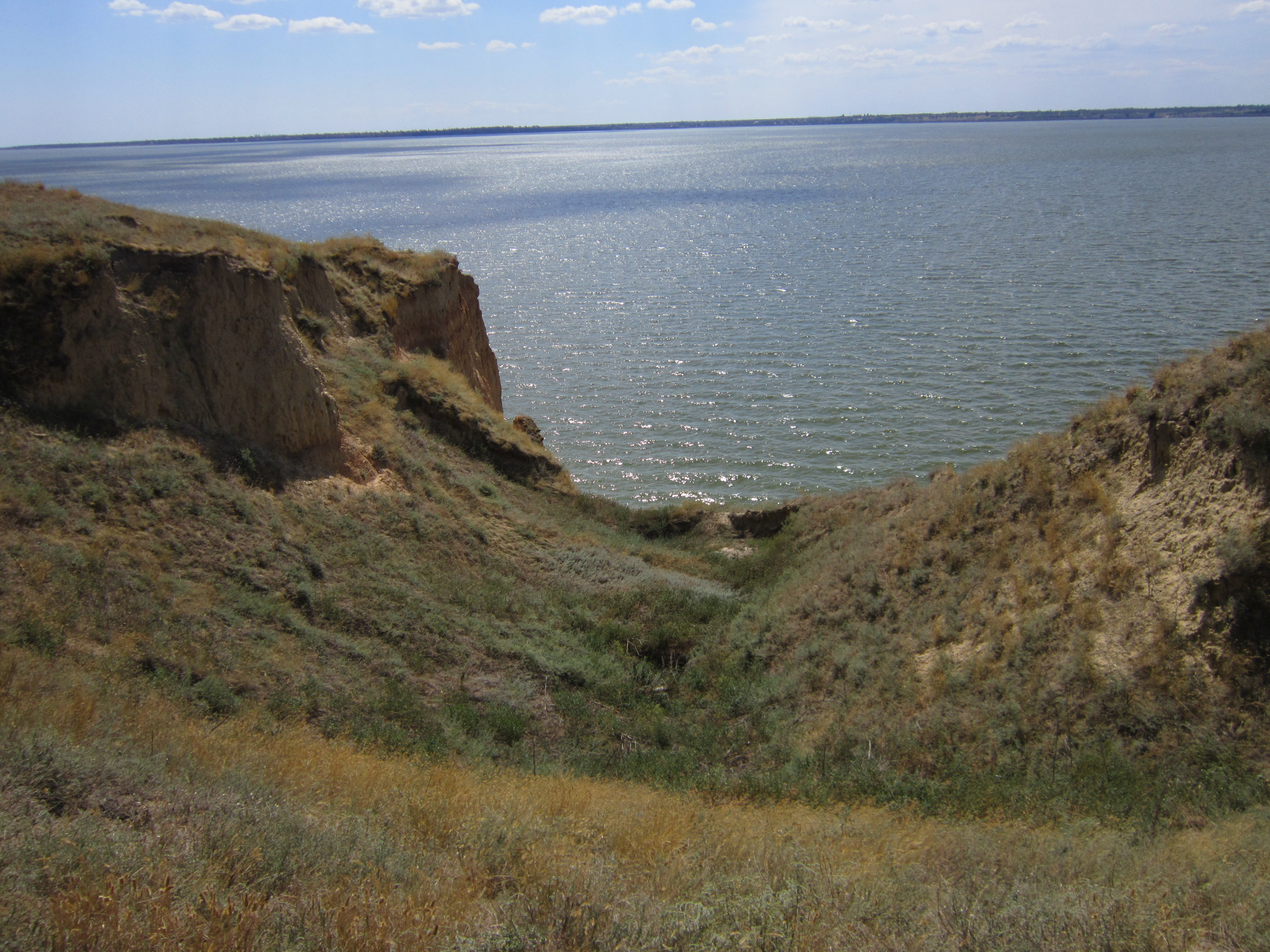
Nikonion, colonie grecque, classée[12],
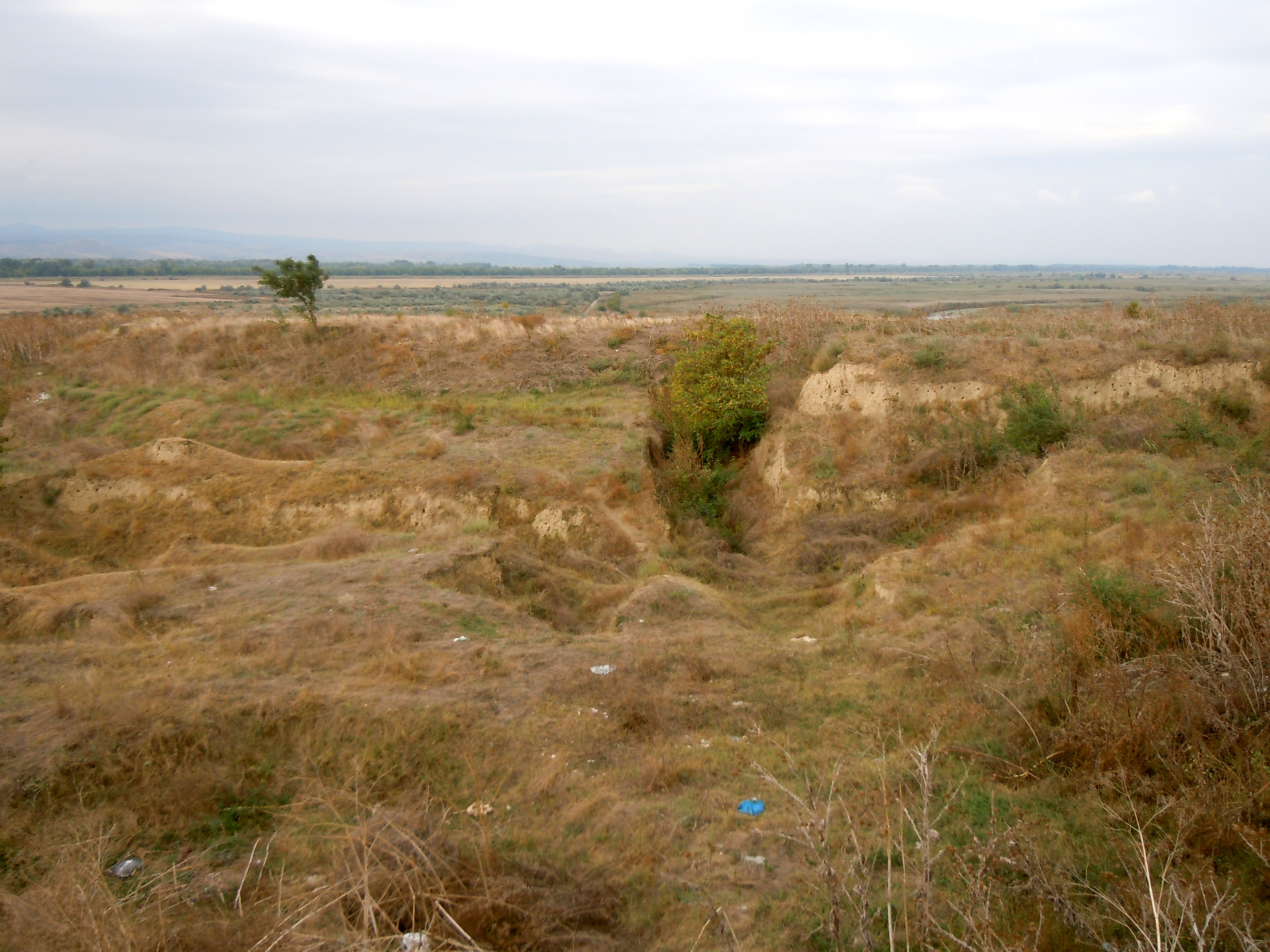
Aliobrix, fort romain classé[13],
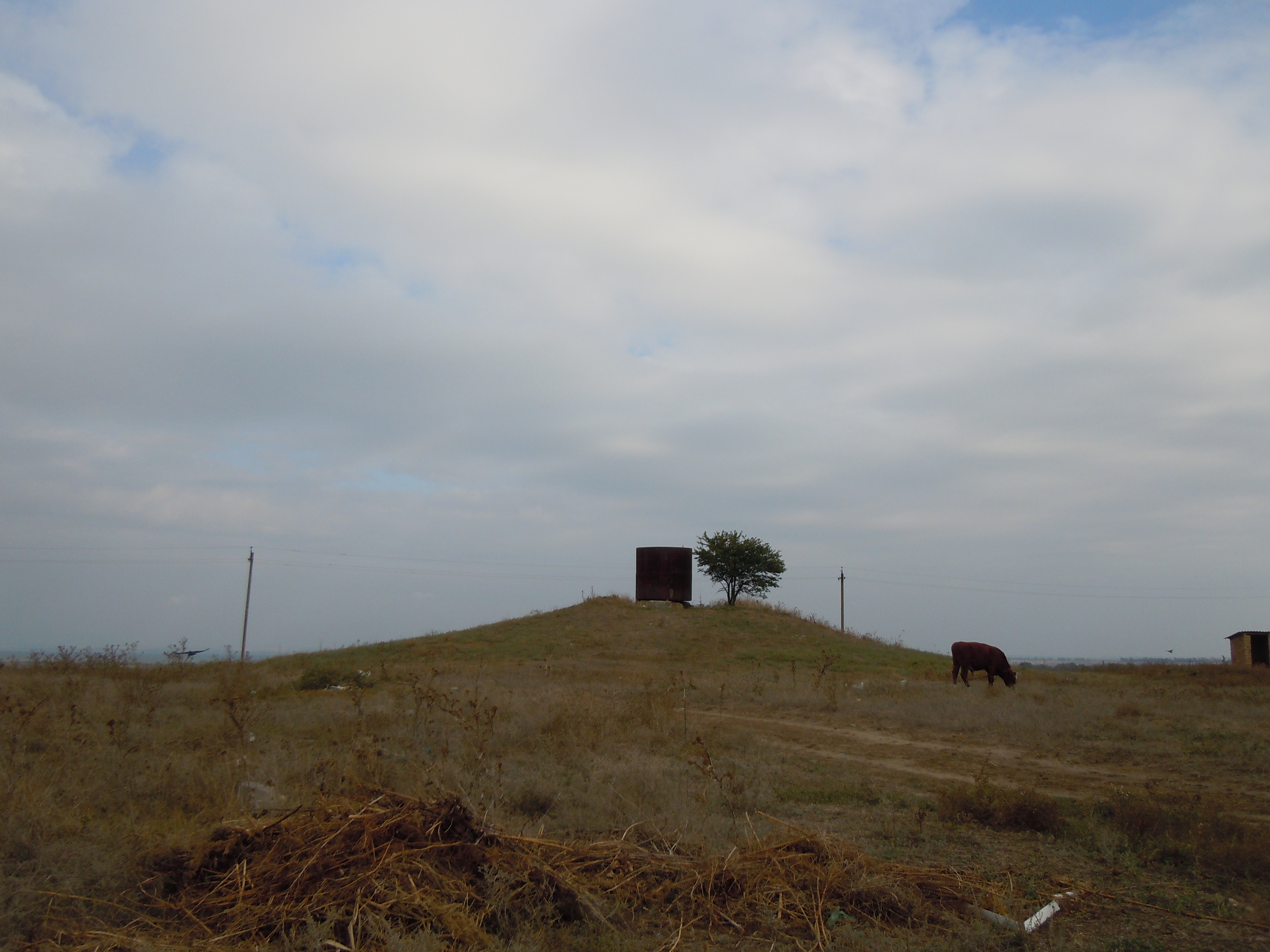
kourgan d'Orlivka classée[14].

## Développement des réseaux
- Routes : 3/4 des routes sont asphaltés et la grande majorité d'entre-elles nécessite des réparations majeures. Les récents travaux sur l'Européenne 87 ont permis de réduire d'une heure le temps de trajet vers Odessa.
- Chemin de fer : le développement du réseau est en projet avancé (modernisation, rectification du trajet, prolongation de la ligne vers la Roumanie via Réni) ; il permettra de multiplier le nombre de trajets quotidiens et de réduire le temps de parcours vers Odessa (6 à 7 heures pour 300 km environ)

## Galerie

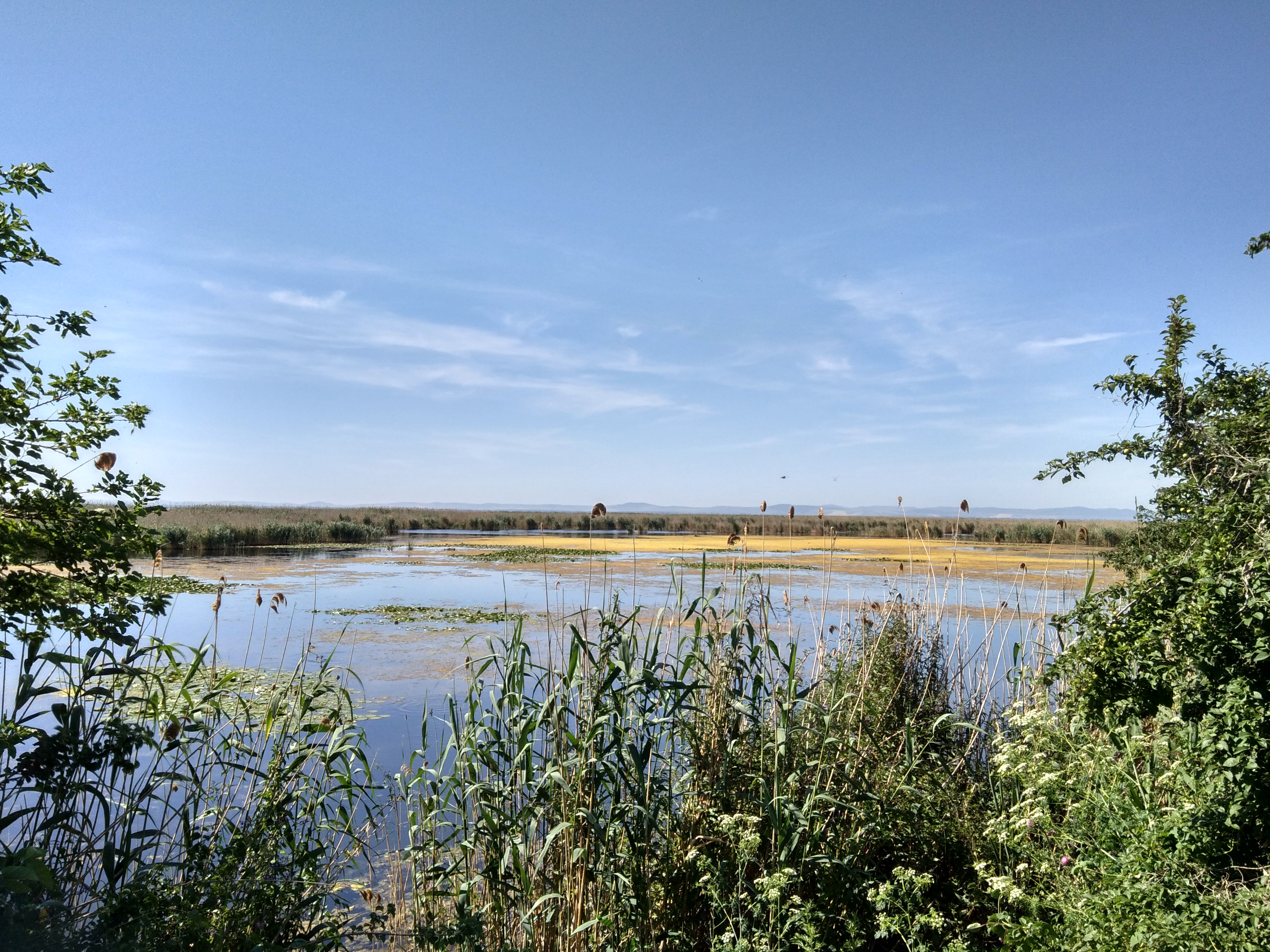
Lac Kougourlouï
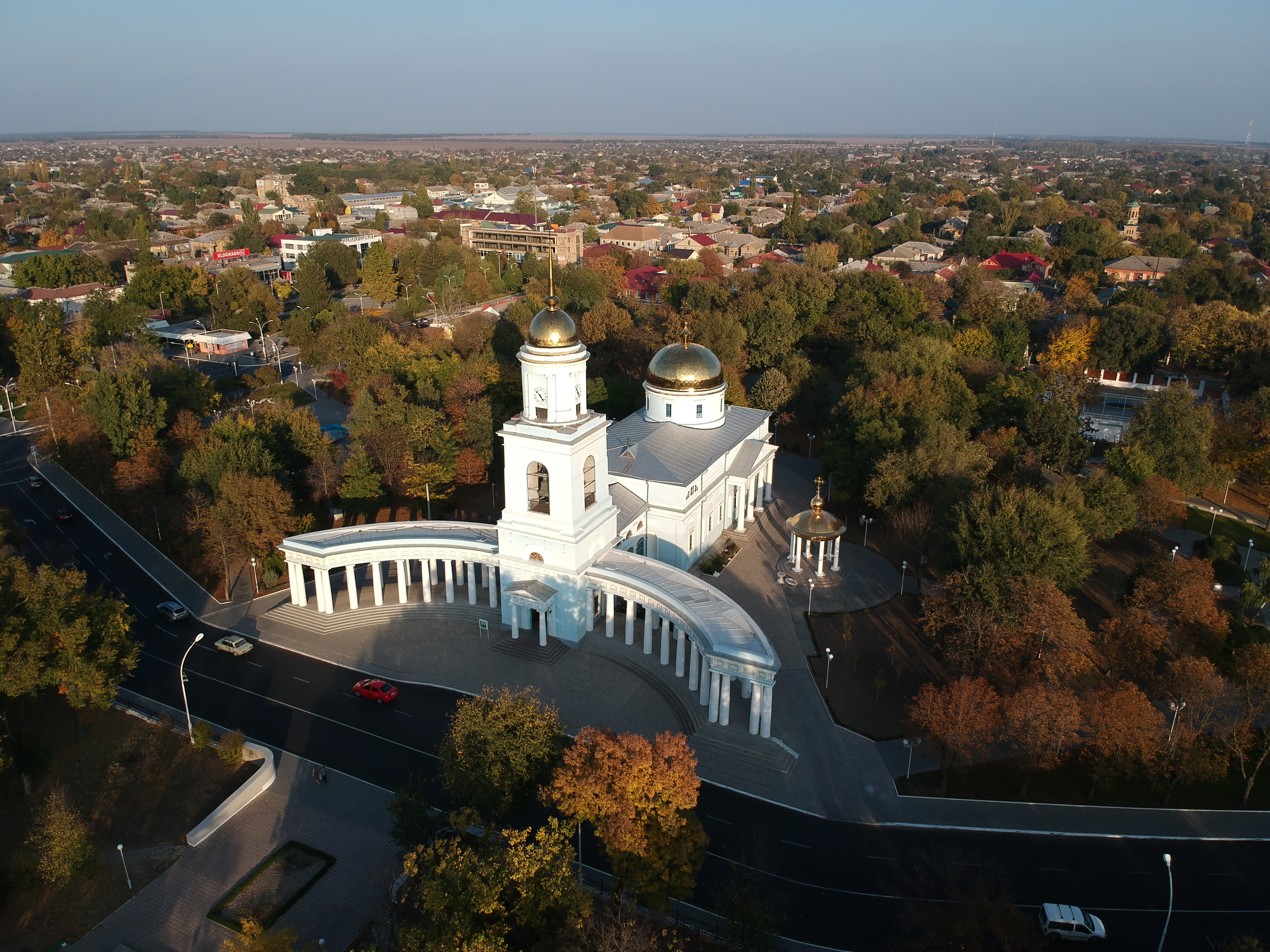
Centre d'Ismaïl
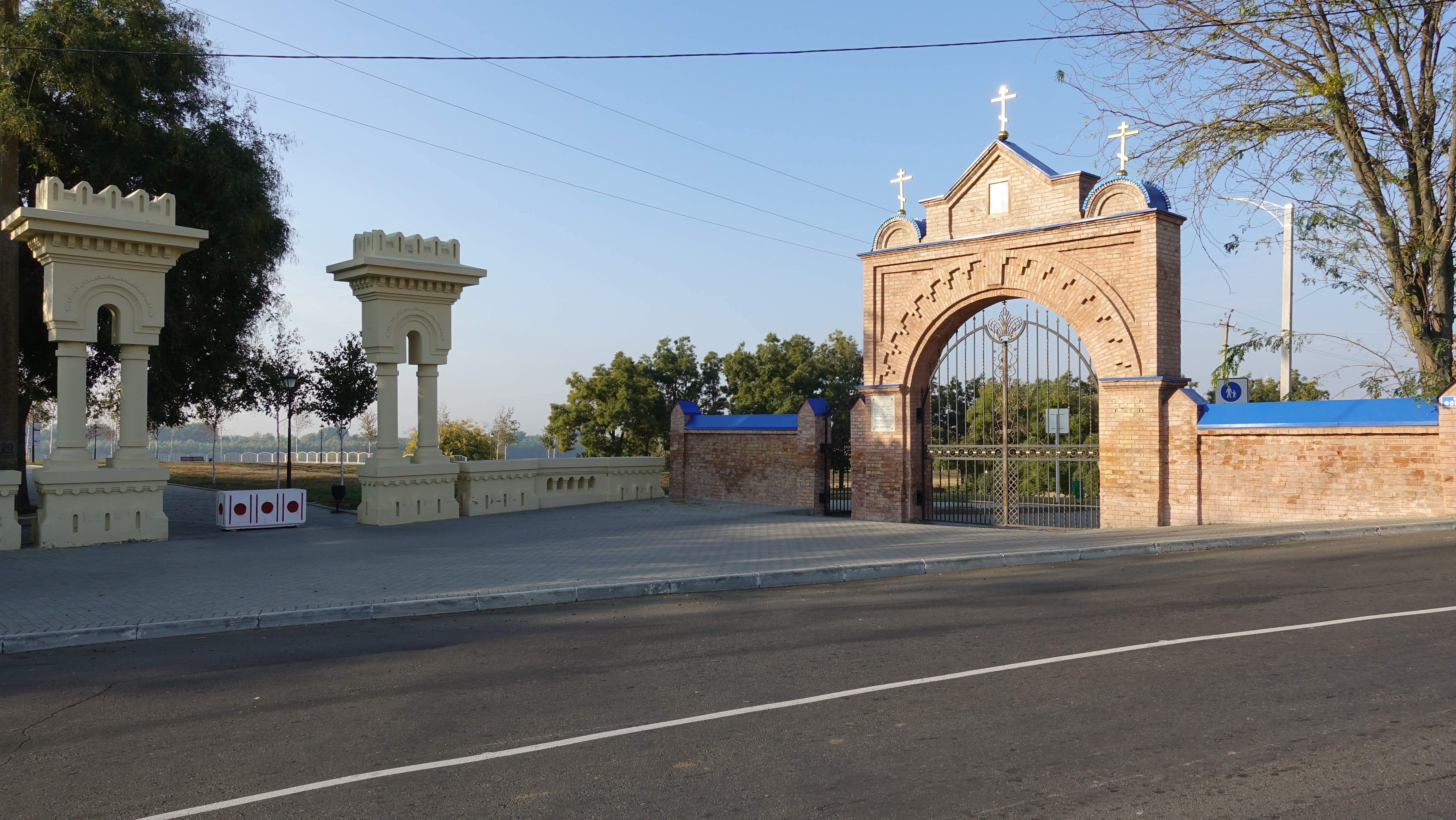
Forteresse d'Izmaïl
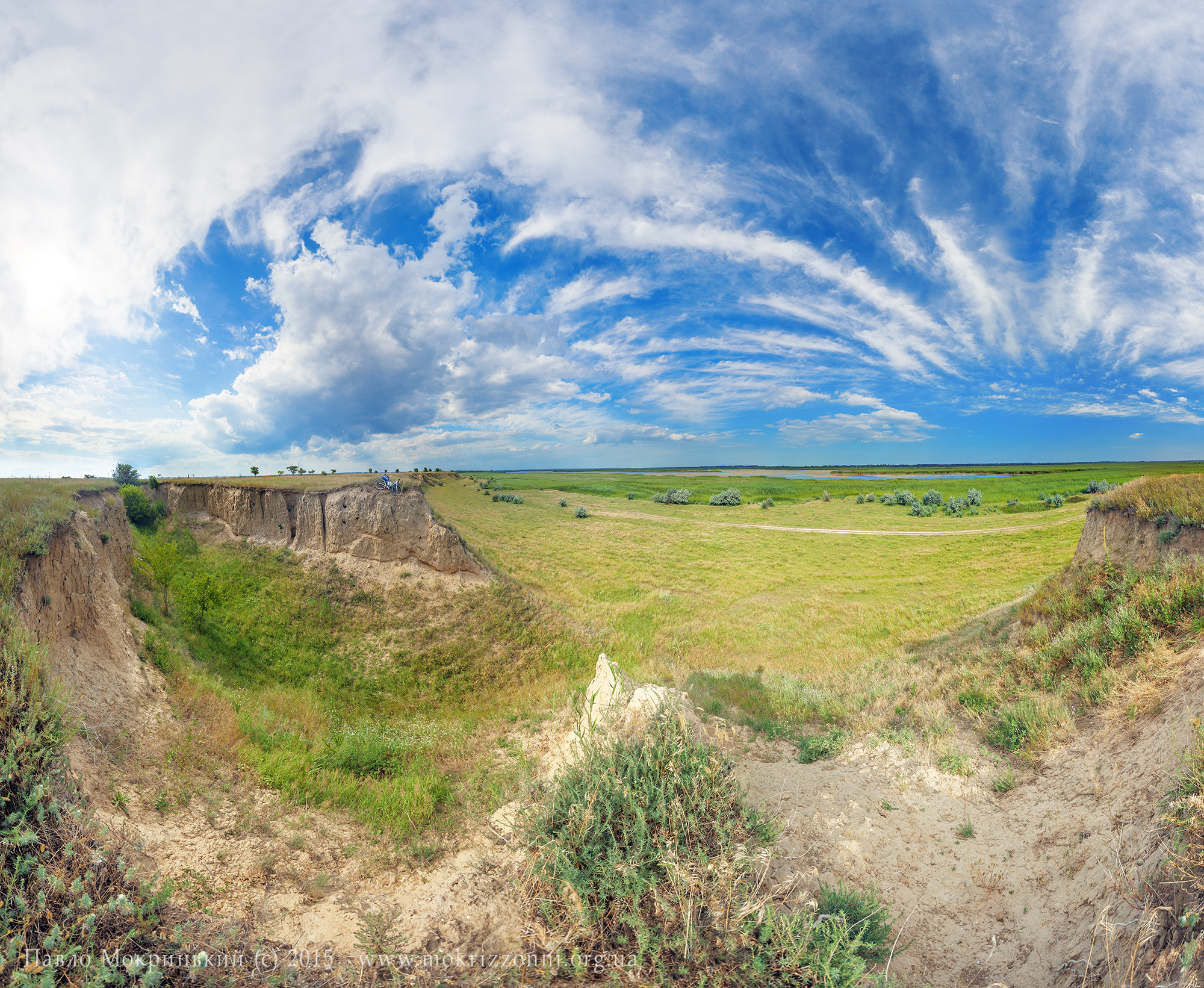
Fossé près du lac Lunh
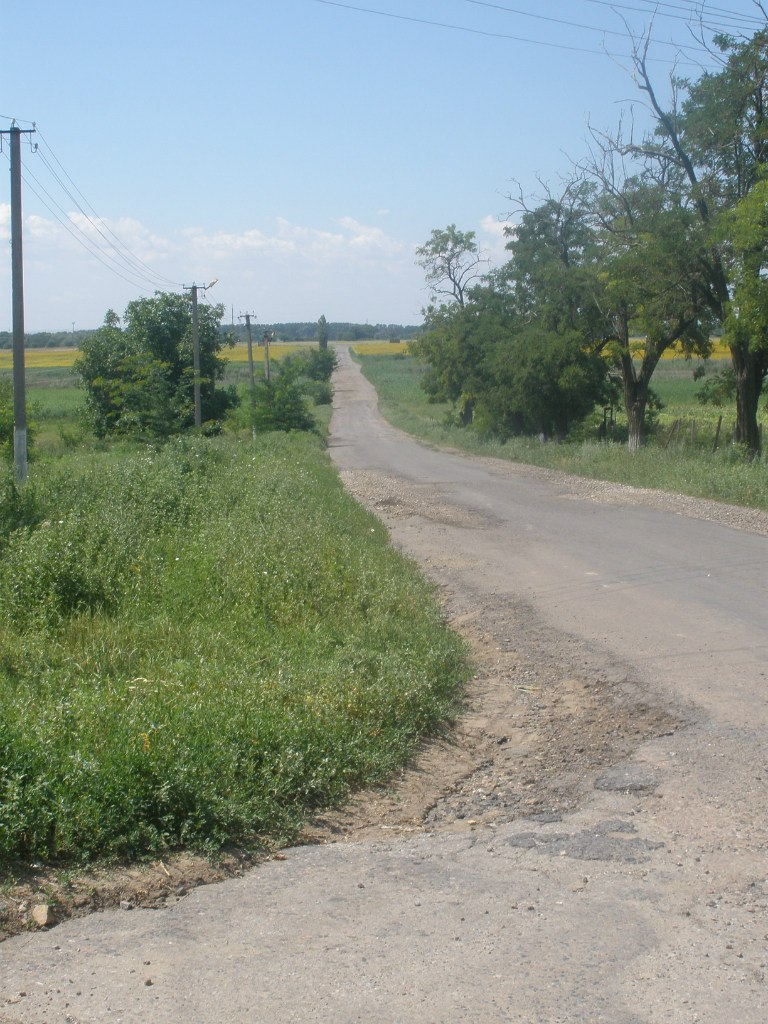
Route d'accès à Dounaïské
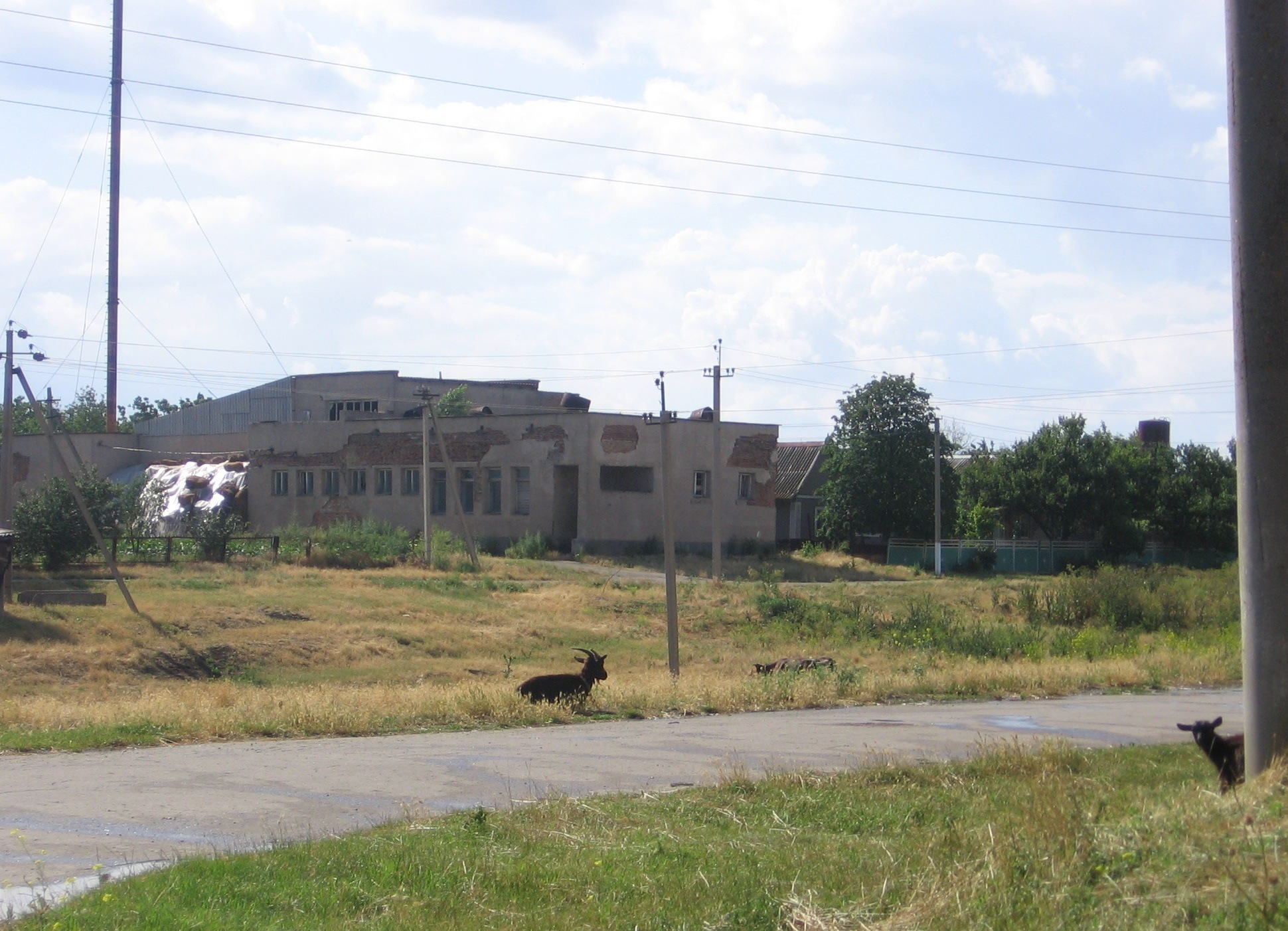
Vue de Kamianka
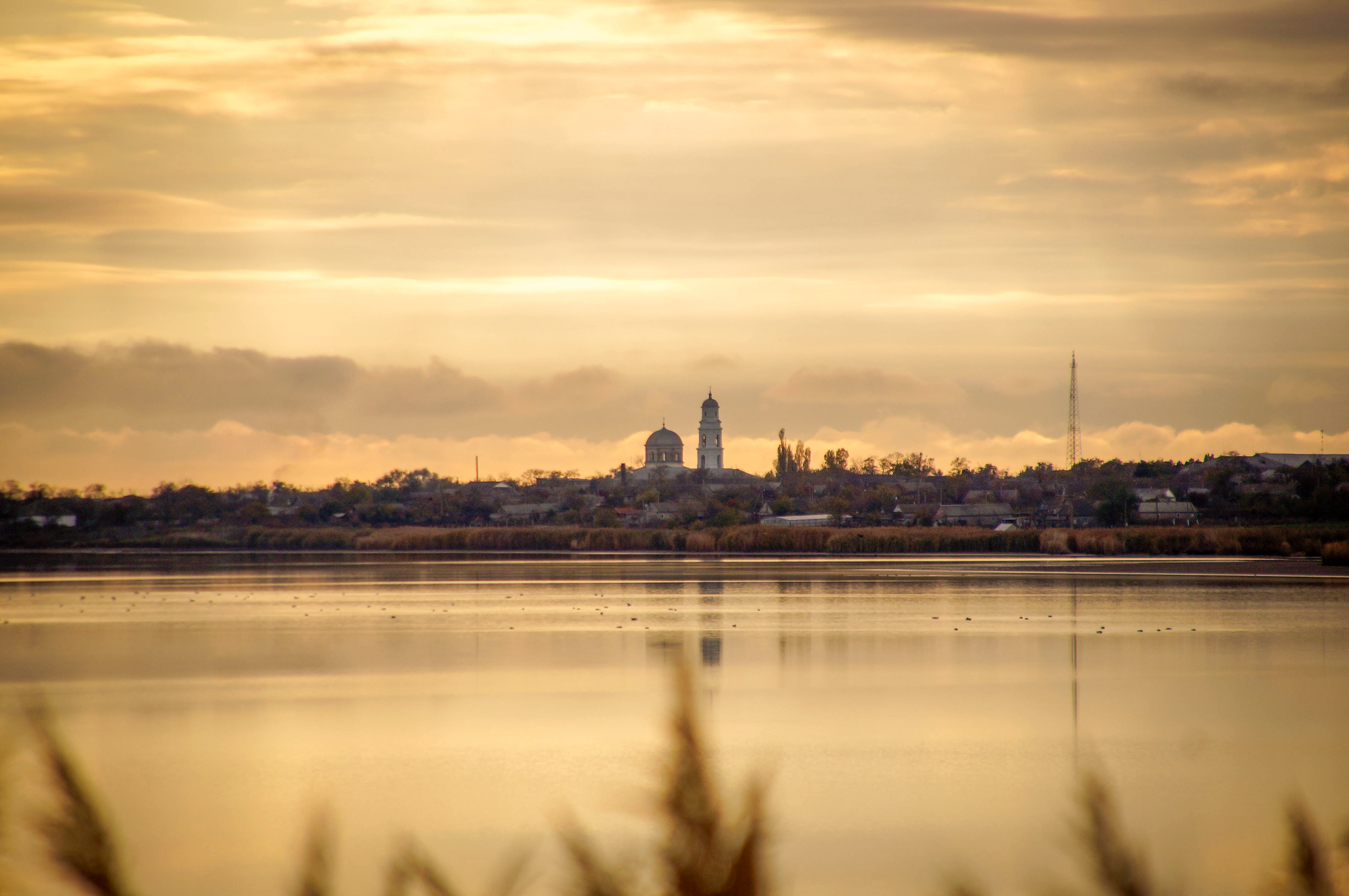
Vue de Mouravlivka
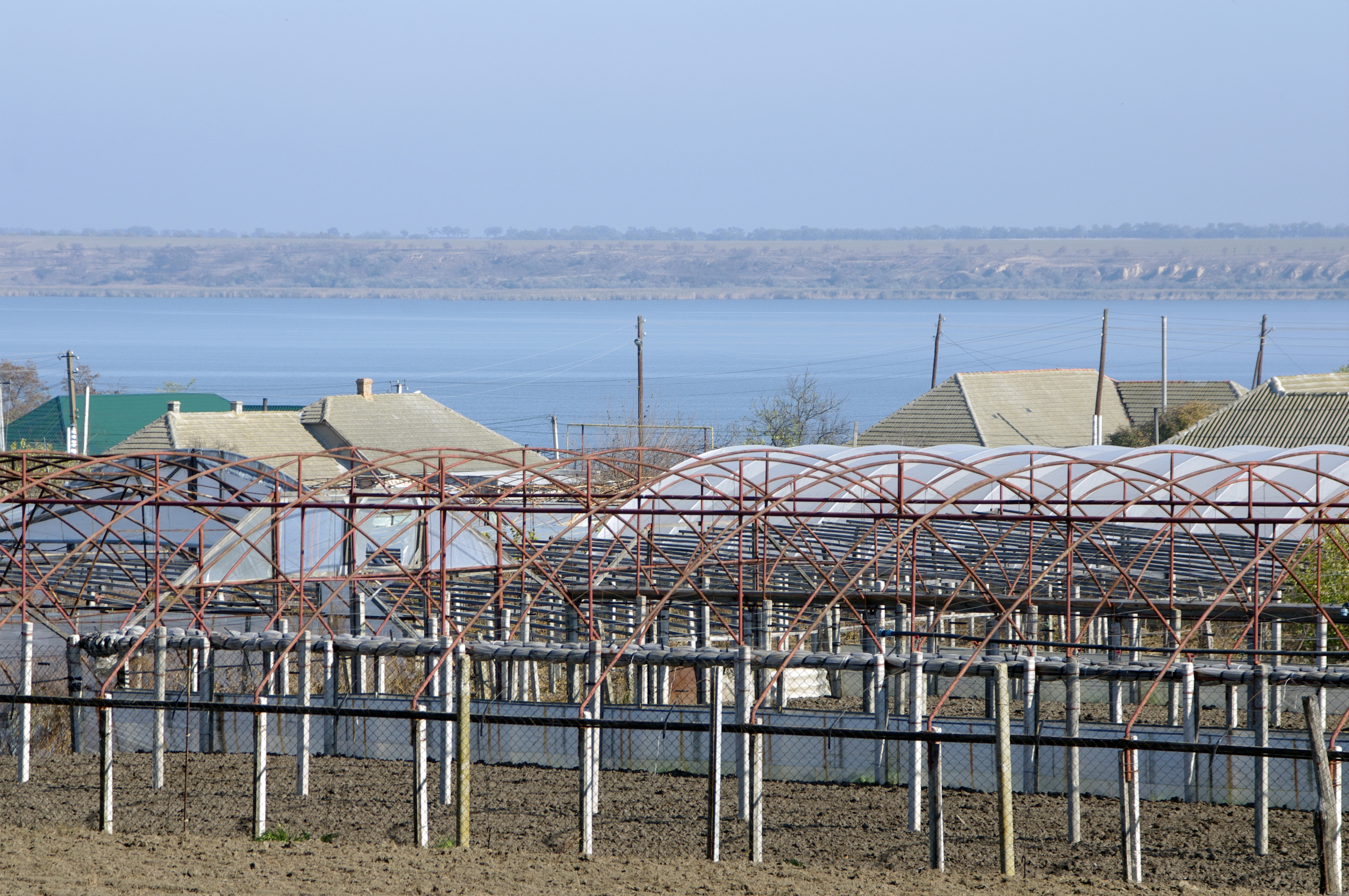
Vue du liman Katlabouh